# Sant'Antioco
 Sant'Antioco  (sardiska: Santu Antiogu) är en stad och kommun på ön Isola di Sant'Antioco i regionen Sardinien. Kommunen hade 11 152 invånare (2017). Sant'Antioco ligger i provinsen Sydsardinien. Sant'Antioco gränsar till kommunerna Calasetta och San Giovanni Suergiu.